# 井上道勝
井上 道勝（いのうえ みちかつ）は、戦国時代から江戸時代にかけての武将。斎藤氏の家臣。美濃国不破郡今須城主。長井 道勝（ながい みちかつ）ともいう。

## 生涯
初め、父とされる長井道利と共に斎藤道三に仕え、弘治2年（1556年）、長良川の戦いでは道利と共に斎藤義龍側に付いた。『信長公記』によると、この戦いにおいて道勝は道三に組み付いて、義龍の前に引き据えるため生け捕りにしようとしたが、小牧源太（道家）の横槍が入り、この小牧が道三の脛を薙ぎ、押し伏せて首を切った。道勝はこれに激怒したが、最初に組み付いた証拠として道三の鼻を削いで懐に収めその場を退いた。同年、道三方に付いていた明智光安の明智城を道利と共に攻めている。
義龍死後はその子・龍興にも仕え、斎藤氏滅亡後は井上姓に改め織田信長や豊臣秀吉に仕えた。その後、弟とされる頼次と共に黄母衣衆に加わったというが定かではない。
出家して道益と号した。池田輝政に召し出され、度々御前に出て軍物語をし、98歳で病死したという。
嫡男である長井新太郎は本能寺の変で戦死しており、娘婿の纐纈六右衛門の嫡男である三十郎（道勝から見て孫）が長井の名跡を継いだ。